# Gorses
Gorses est une commune française située dans le nord-est du département du Lot, en région Occitanie.
Elle est également dans le Ségala lotois, une région naturelle constituant la frange occidentale de la Châtaigneraie, constituant le parent lotois du Ségala aveyronnais et tarnais.
Exposée à un climat de montagne, elle est drainée par la Bave, le Bervezou, le Tolerme, le ruisseau de Frèzes, le ruisseau de Goutepeyrouse, le ruisseau de la Buste et par divers autres petits cours d'eau. Incluse dans le bassin de la Dordogne, la commune possède un patrimoine naturel remarquable composé de six zones naturelles d'intérêt écologique, faunistique et floristique.
Gorses est une commune rurale qui compte 340 habitants en 2022, après avoir connu un pic de population de 1 350 habitants en 1851.  Ses habitants sont appelés les Gorsois ou  Gorsoises

## Géographie

### Localisation
Commune située dans le Ségala lotois (Massif central) à la source du Bervezou.
La superficie totale de Gorses est de 36 km2, avec une moyenne d'altitude de 620 m.

### Communes limitrophes
Les communes limitrophes sont  Ladirat, Latouille-Lentillac, Latronquière, Lauresses, Montet-et-Bouxal, Saint-Cirgues, Saint-Médard-Nicourby, Sousceyrac-en-Quercy, Sénaillac-Latronquière et Terrou.
| Latouille-Lentillac Ladirat | Sousceyrac-en-Quercy                   | Sénaillac-Latronquière  |
| Terrou                      | Gorses                                 | Latronquière            |
|                             | Montet-et-Bouxal Saint-Médard-Nicourby | Lauresses Saint-Cirgues |

### Climat
Pour des articles plus généraux, voir Climat de l'Occitanie et Climat du Lot.
En 2010, le climat de la commune est de type climat des marges montargnardes, selon une étude s'appuyant sur une série de données couvrant la période 1971-2000. En 2020, Météo-France publie une typologie des climats de la France métropolitaine dans laquelle la commune est exposée à un climat de montagne ou de marges de montagne et est dans la région climatique Ouest et nord-ouest du Massif Central, caractérisée par une pluviométrie annuelle de 900 à 1 500 mm, maximale en automne et en hiver.
Pour la période 1971-2000, la température annuelle moyenne est de 10,4 °C, avec une amplitude thermique annuelle de 14,9 °C. Le cumul annuel moyen de précipitations est de 1 369 mm, avec 13,4 jours de précipitations en janvier et 7,7 jours en juillet. Pour la période 1991-2020, la température moyenne annuelle observée sur la station météorologique la plus proche, située sur la commune de Latronquière à 4 km à vol d'oiseau, est de 11,0 °C et le cumul annuel moyen de précipitations est de 1 361,3 mm,. Pour l'avenir, les paramètres climatiques de la commune estimés pour 2050 selon différents scénarios d’émission de gaz à effet de serre sont consultables sur un site dédié publié par Météo-France en novembre 2022.

### Milieux naturels et biodiversité

#### Espaces protégés
La protection réglementaire est le mode d’intervention le plus fort pour préserver des espaces naturels remarquables et leur biodiversité associée,.
La commune fait partie de la zone de transition du bassin de la Dordogne, un territoire d'une superficie de 1 880 258 ha reconnu réserve de biosphère par l'UNESCO en juillet 2012,.

#### Zones naturelles d'intérêt écologique, faunistique et floristique
L’inventaire des zones naturelles d'intérêt écologique, faunistique et floristique (ZNIEFF) a pour objectif de réaliser une couverture des zones les plus intéressantes sur le plan écologique, essentiellement dans la perspective d’améliorer la connaissance du patrimoine naturel national et de fournir aux différents décideurs un outil d’aide à la prise en compte de l’environnement dans l’aménagement du territoire.
Quatre ZNIEFF de type 1 sont recensées sur la commune :
- les « prairies humides et rivière de la Bave » (141 ha), couvrant 11 communes du département[12] ;
- les « zones humides du ruisseau de Combard et du ruisseau de Poutiac » (63 ha), couvrant 2 communes du département[13] ;
- les « zones humides du ruisseau de Goutepeyrouse et de l'amont du ruisseau du Bousquet » (180 ha), couvrant 3 communes du département[14] ;
- les « zones humides du ruisseau de Laborie et du ruisseau de Brullet » (150 ha), couvrant 2 communes du département[15] ;

et deux ZNIEFF de type 2, : 
- le « bassin de la Bave » (8 075 ha), couvrant 22 communes dont une dans le Cantal et 21 dans le Lot[16] ;
- le « Ségala lotois : bassin versant du Célé » (12 535 ha), couvrant 28 communes dont six dans le Cantal et 22 dans le Lot[17].

Carte des ZNIEFF de type 1 et 2 à Gorses.
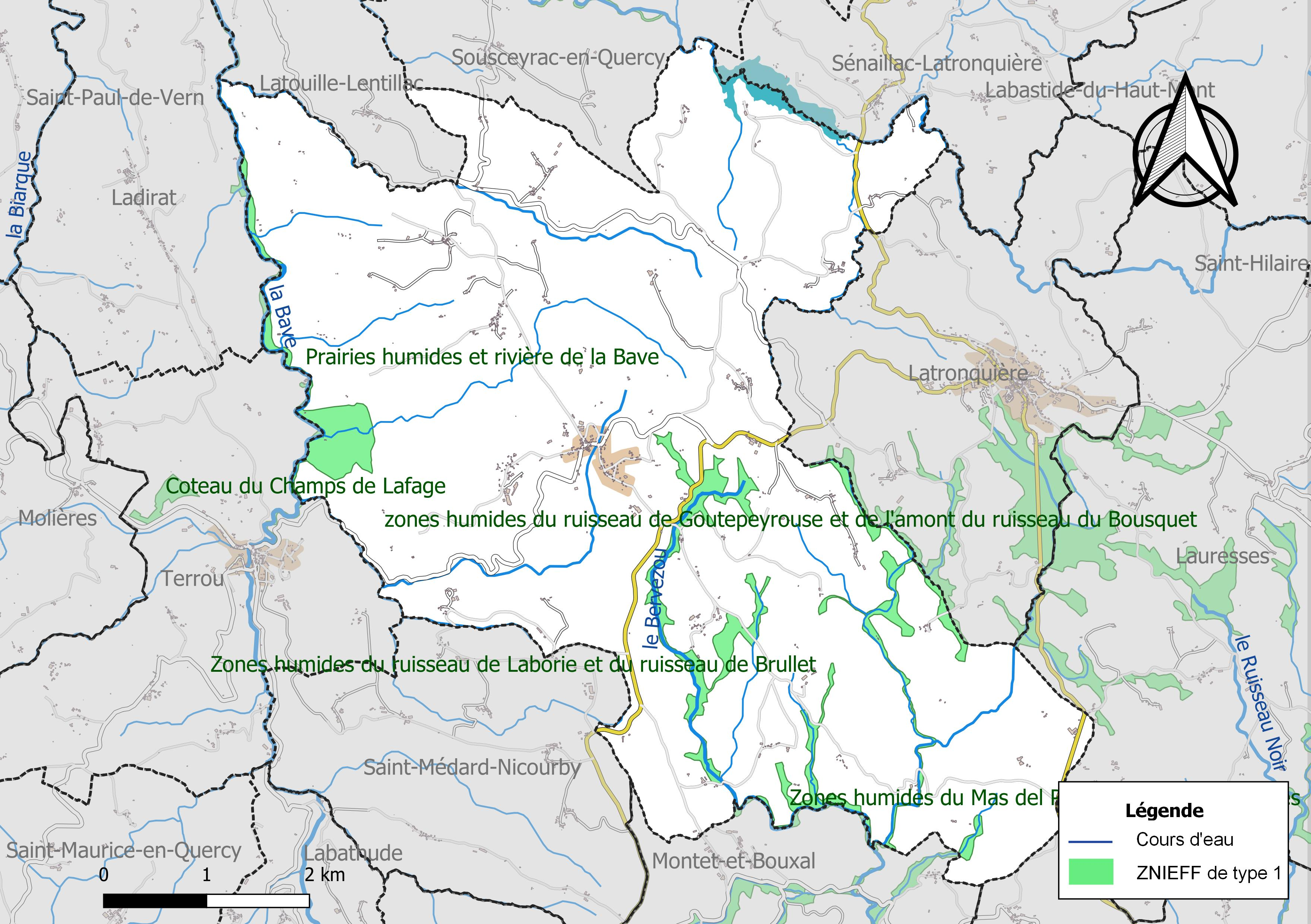
Carte des ZNIEFF de type 1 sur la commune.
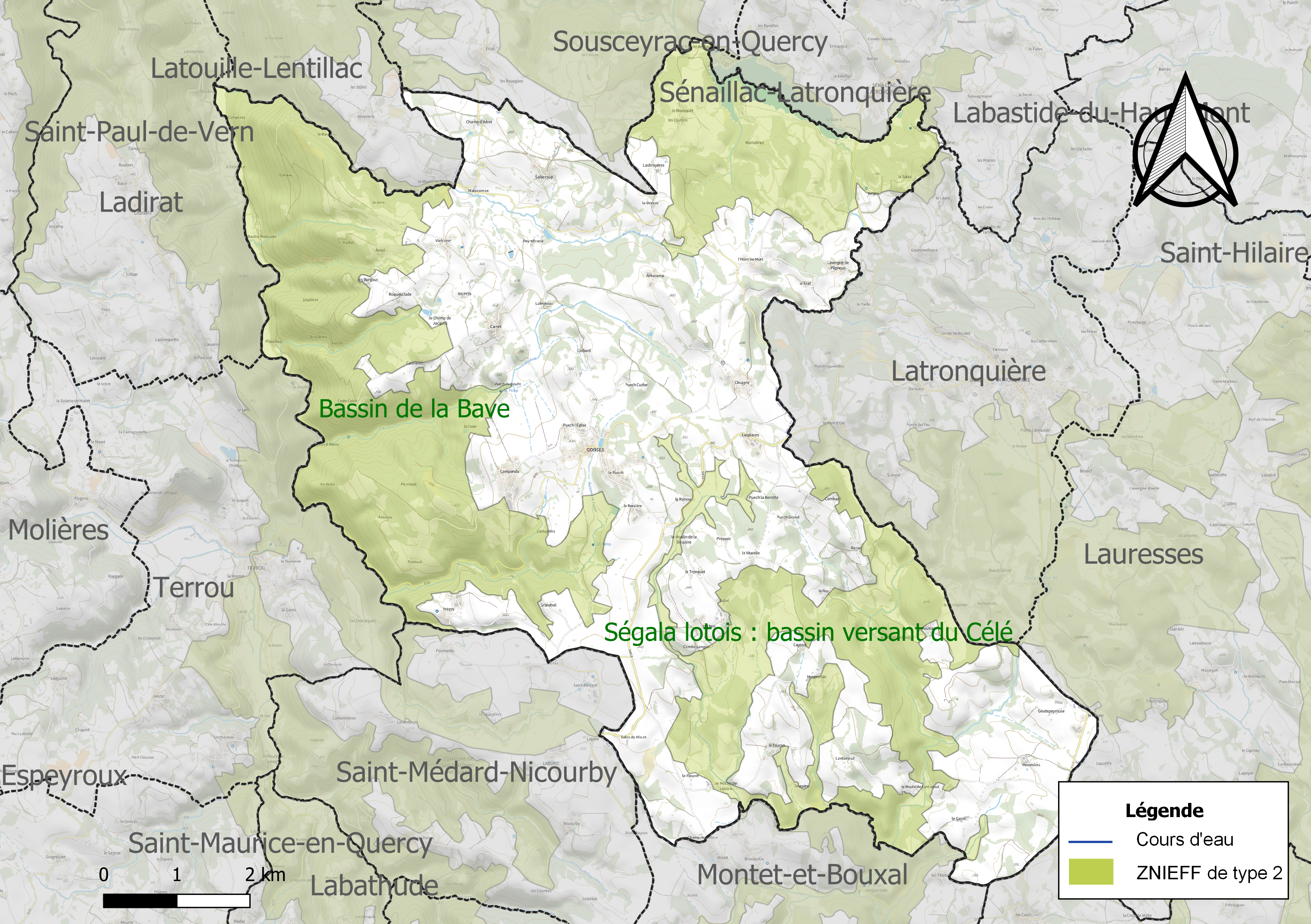
Carte des ZNIEFF de type 2 sur la commune.

## Urbanisme

### Typologie
Au 1er janvier 2024, Gorses est catégorisée commune rurale à habitat très dispersé, selon la nouvelle grille communale de densité à sept niveaux définie par l'Insee en 2022.
Elle est située hors unité urbaine et hors attraction des villes,.

### Occupation des sols
L'occupation des sols de la commune, telle qu'elle ressort de la base de données européenne d’occupation biophysique des sols Corine Land Cover (CLC), est marquée par l'importance des territoires agricoles (65,4 % en 2018), en augmentation par rapport à 1990 (57,4 %). La répartition détaillée en 2018 est la suivante : 
forêts (33,4 %), prairies (32,6 %), zones agricoles hétérogènes (31,5 %), terres arables (1,2 %), zones urbanisées (0,7 %), eaux continentales (0,5 %). L'évolution de l’occupation des sols de la commune et de ses infrastructures peut être observée sur les différentes représentations cartographiques du territoire : la carte de Cassini (XVIIIe siècle), la carte d'état-major (1820-1866) et les cartes ou photos aériennes de l'IGN pour la période actuelle (1950 à aujourd'hui).

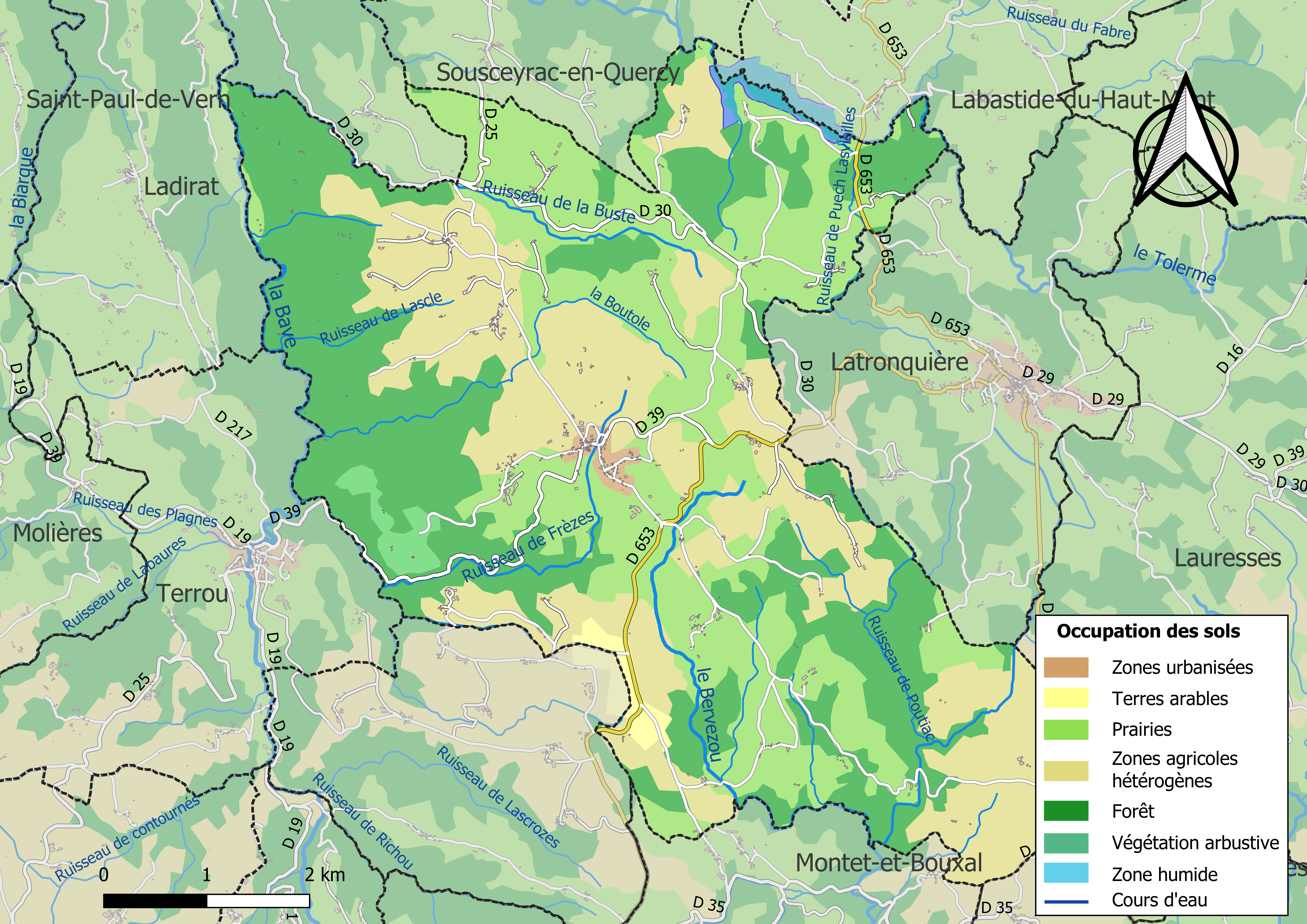
Carte des infrastructures et de l'occupation des sols de la commune en 2018 (CLC).

### Risques majeurs
Le territoire de la commune de Gorses est vulnérable à différents aléas naturels : météorologiques (tempête, orage, neige, grand froid, canicule ou sécheresse), inondations, feux de forêts, mouvements de terrains et séisme (sismicité très faible). Il est également exposé à un risque particulier : le risque de radon. Un site publié par le BRGM permet d'évaluer simplement et rapidement les risques d'un bien localisé soit par son adresse soit par le numéro de sa parcelle.

#### Risques naturels
Certaines parties du territoire communal sont susceptibles d’être affectées par le risque d’inondation par débordement de cours d'eau, notamment la Bave, le Bervezou et le Tolerme. La cartographie des zones inondables en ex-Midi-Pyrénées réalisée dans le cadre du XIe Contrat de plan État-région, visant à informer les citoyens et les décideurs sur le risque d’inondation, est accessible sur le site de la DREAL Occitanie. La commune a été reconnue en état de catastrophe naturelle au titre des dommages causés par les inondations et coulées de boue survenues en 1982 et 1999,.
Gorses est exposée au risque de feu de forêt. Un plan départemental de protection des forêts contre les incendies a été approuvé par arrêté préfectoral le 30 novembre 2015 pour la période 2015-2025. Les propriétaires doivent ainsi couper les broussailles, les arbustes et les branches basses sur une profondeur de 50 mètres, aux abords des constructions, chantiers, travaux et installations de toute nature, situées à moins de 200 mètres de terrains en nature
de bois, forêts, plantations, reboisements, landes ou friches. Le brûlage des déchets issus de l’entretien des parcs et jardins des ménages et des collectivités est interdit. L’écobuage est également interdit, ainsi que les feux de type méchouis et barbecues, à l’exception de ceux prévus dans des installations fixes (non situées sous couvert d'arbres) constituant une dépendance d'habitation.

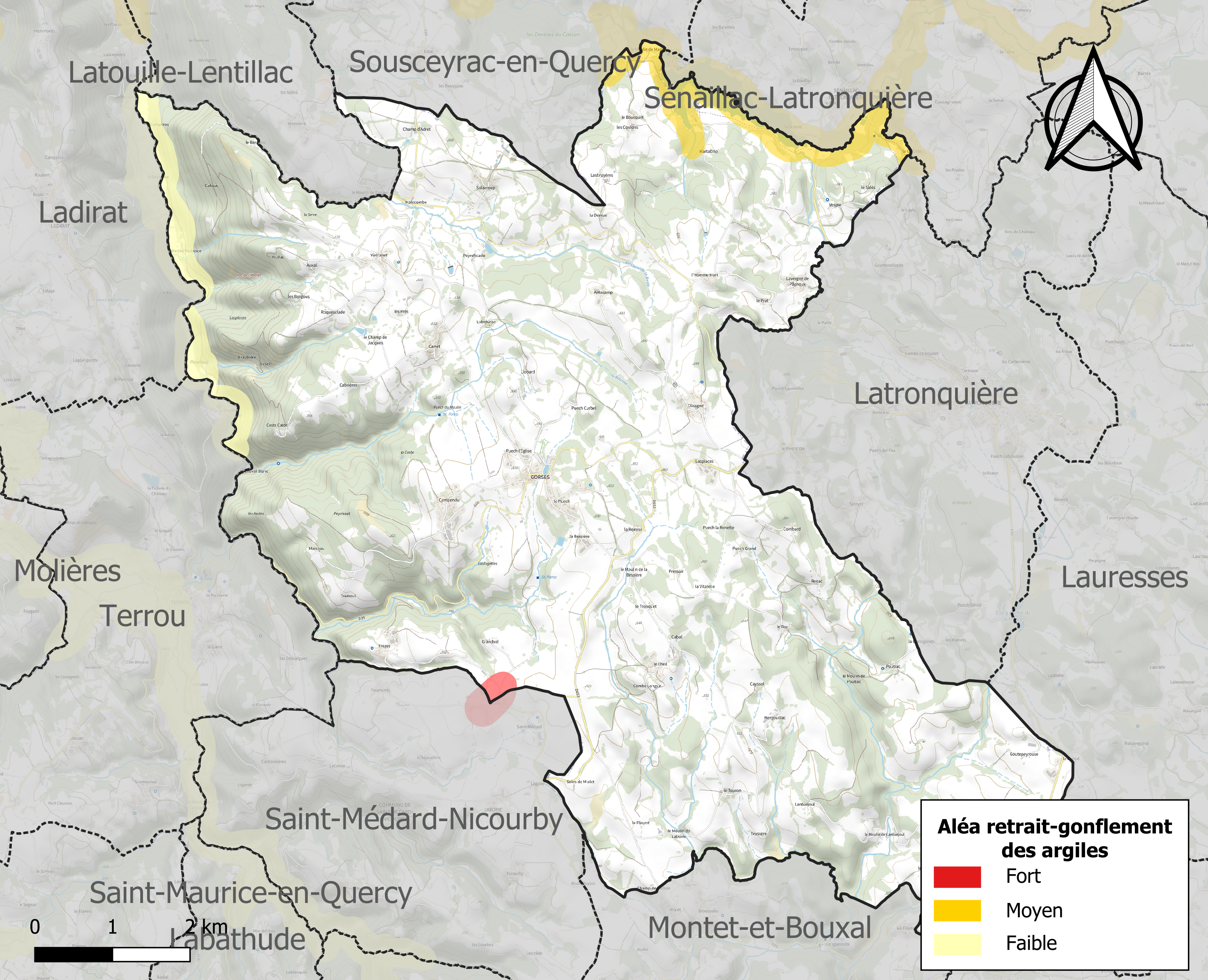
Carte des zones d'aléa retrait-gonflement des sols argileux de Gorses.

Les mouvements de terrains susceptibles de se produire sur la commune sont des éboulements, chutes de pierres et de blocs et des glissements de terrain.
Le retrait-gonflement des sols argileux est susceptible d'engendrer des dommages importants aux bâtiments en cas d’alternance de périodes de sécheresse et de pluie. 2,2 % de la superficie communale est en aléa moyen ou fort (67,7 % au niveau départemental et 48,5 % au niveau national). Sur les 274 bâtiments dénombrés sur la commune en 2019, 2 sont en aléa moyen ou fort, soit 1 %, à comparer aux 72 % au niveau départemental et 54 % au niveau national. Une cartographie de l'exposition du territoire national au retrait gonflement des sols argileux est disponible sur le site du BRGM,.
Par ailleurs, afin de mieux appréhender le risque d’affaissement de terrain, l'inventaire national des cavités souterraines permet de localiser celles situées sur la commune.
Concernant les mouvements de terrains, la commune a été reconnue en état de catastrophe naturelle au titre des dommages causés par des mouvements de terrain en 1999.

#### Risque particulier
Dans plusieurs parties du territoire national, le radon, accumulé dans certains logements ou autres locaux, peut constituer une source significative d’exposition de la population aux rayonnements ionisants. Certaines communes du département sont concernées par le risque radon à un niveau plus ou moins élevé. Selon la classification de 2018, la commune de Gorses est classée en zone 3, à savoir zone à potentiel radon significatif.

## Toponymie
Attestée sous la forme Gorcias dans un manuscrit du XIe siècle.
Comprise entre la vallée de la Bave et du Tolerme, la commune doit son nom au gaulois gortia qui signifie haie, buisson épineux.

## Histoire
La tradition orale affirme que les premiers habitants se rendirent célèbres lors de la conquête de la Gaule par Jules César en ayant vaillamment défendu Uxellodunum. La localité est mentionnée dans la charte apocryphe non certifiée de la fondation de l'abbaye Saint-Sauveur de Figeac en 755. Son église dépendait de cette abbaye en 1156, puis en 1520, de la commanderie de Malte à Latronquière.
Au XIe siècle,  Gorses fait partie de la baronnie de Cardaillac. Hugues 1er de Cardaillac rend hommage pour La terre de Gorses en 1064 à Raymond de Saint-Gilles (Raymond IV)  comte de Toulouse, comte de Quercy et de Rouergue.

### Seconde Guerre mondiale
Le 11 mai 1944 des soldats de la 2e division SS Das Reich, à la recherche de maquisards, envahissent le village et prennent neuf otages. Ils pillent les maisons et rassemblent tous les habitants, face au foirail, dans un pré. Ils relâchent aussitôt les vieillards, puis au bout de trois heures les femmes et les enfants. Ils vérifient et interrogent ensuite les hommes et en emmènent certains qui leur semblent suspects.

## Politique et administration

### Liste des maires
| Période | Période  | Identité               | Étiquette | Qualité |
| ------- | -------- | ---------------------- | --------- | ------- |
| 1795    | 1797     | Jean Espinasse         |           |         |
| 1797    | 1800     | Antoine Louis Lacombre |           |         |
| 1800    | 1801     | Jean Cassagnes         |           |         |
| 1801    | 1807     | Louis Audriot          |           |         |
| 1807    | 1813     | Gabriel Serres         |           |         |
| 1813    | 1816     | Jean Louis Lamagirand  |           |         |
| 1816    | 1820     | Jean Baptiste Gouzou   |           |         |
| 1820    | 1826     | Jean Andrieu           |           |         |
| 1826    | 1848     | Louis Laroussilhe      |           |         |
| 1848    | 1864     | Gabriel Mayniel        |           |         |
| 1864    | 1864     | Louis Laroussilhe      |           |         |
| 1864    | 1870     | Jean Toussaint Loudes  |           |         |
| 1871    | 1874     | Louis Laroussilhe      |           |         |
| 1874    | 1876     | Jean Toussaint Loudes  |           |         |
| 1876    | 1885     | Louis Laroussilhe      |           |         |
| 1885    | 1887     | Gabriel Mayniel        |           |         |
| 1887    | 1889     | Lazare Mayniel         |           |         |
| 1889    | 1900     | D. Gasquet             |           |         |
| 1959    | 2008     | René Goudal            | UMP       | Médecin |
| 2008    | En cours | Claudine Rigal         |           |         |

## Population et société

### Démographie
L'évolution du nombre d'habitants est connue à travers les recensements de la population effectués dans la commune depuis 1793. Pour les communes de moins de 10 000 habitants, une enquête de recensement portant sur toute la population est réalisée tous les cinq ans, les populations de référence des années intermédiaires étant quant à elles estimées par interpolation ou extrapolation. Pour la commune, le premier recensement exhaustif entrant dans le cadre du nouveau dispositif a été réalisé en 2007.

En 2022, la commune comptait 340 habitants, en évolution de +5,59 % par rapport à 2016 (Lot : +1,31 %, France hors Mayotte : +2,11 %).
| 1793  | 1800  | 1806  | 1821  | 1831  | 1836  | 1841  | 1846  | 1851  |
| ----- | ----- | ----- | ----- | ----- | ----- | ----- | ----- | ----- |
| 1 175 | 1 109 | 1 292 | 1 166 | 1 174 | 1 265 | 1 018 | 1 200 | 1 350 |

| 1856  | 1861  | 1866  | 1872  | 1876  | 1881  | 1886  | 1891  | 1896  |
| ----- | ----- | ----- | ----- | ----- | ----- | ----- | ----- | ----- |
| 1 308 | 1 280 | 1 320 | 1 253 | 1 283 | 1 241 | 1 161 | 1 161 | 1 129 |

| 1901  | 1906  | 1911  | 1921 | 1926 | 1931 | 1936 | 1946 | 1954 |
| ----- | ----- | ----- | ---- | ---- | ---- | ---- | ---- | ---- |
| 1 054 | 1 009 | 1 026 | 875  | 855  | 856  | 813  | 773  | 702  |

| 1962 | 1968 | 1975 | 1982 | 1990 | 1999 | 2006 | 2007 | 2012 |
| ---- | ---- | ---- | ---- | ---- | ---- | ---- | ---- | ---- |
| 716  | 650  | 535  | 554  | 511  | 355  | 344  | 342  | 319  |

| 2017 | 2022 | - | - | - | - | - | - | - |
| ---- | ---- | - | - | - | - | - | - | - |
| 325  | 340  | - | - | - | - | - | - | - |

Au début du XXe siècle, Gorses comptait 1 009 habitants.

## Économie

### Revenus
En 2018, la commune compte 159 ménages fiscaux, regroupant 325 personnes. La médiane du revenu disponible par unité de consommation est de 17 330 € (20 740 € dans le département).

### Emploi
|                | 2008  | 2013  | 2018  |
| -------------- | ----- | ----- | ----- |
| Commune        | 6,5 % | 4,3 % | 7,3 % |
| Département    | 7,3 % | 8,9 % | 9,6 % |
| France entière | 8,3 % | 10 %  | 10 %  |

En 2018, la population âgée de 15 à 64 ans s'élève à 179 personnes, parmi lesquelles on compte 82 % d'actifs (74,7 % ayant un emploi et 7,3 % de chômeurs) et 18 % d'inactifs,. Depuis 2008, le taux de chômage communal (au sens du recensement) des 15-64 ans est inférieur à celui de la France et du département.
La commune est hors attraction des villes,. Elle compte 83 emplois en 2018, contre 67 en 2013 et 79 en 2008. Le nombre d'actifs ayant un emploi résidant dans la commune est de 136, soit un indicateur de concentration d'emploi de 60,7 % et un taux d'activité parmi les 15 ans ou plus de 52,9 %.
Sur ces 136 actifs de 15 ans ou plus ayant un emploi, 61 travaillent dans la commune, soit 45 % des habitants. Pour se rendre au travail, 77 % des habitants utilisent un véhicule personnel ou de fonction à quatre roues, 0,7 % les transports en commun, 7,4 % s'y rendent en deux-roues, à vélo ou à pied et 14,8 % n'ont pas besoin de transport (travail au domicile).

### Activités hors agriculture
43 établissements sont implantés  à Gorses au 31 décembre 2019. Le tableau ci-dessous en détaille le nombre par secteur d'activité et compare les ratios avec ceux du département,.
| Secteur d'activité                                                                                        | Commune | Commune | Département |
| Secteur d'activité                                                                                        | Nombre  | %       | %           |
| --- | ------- | ------- | ----------- |
| Ensemble                                                                                                  | 43      |         |             |
| Industrie manufacturière, industries extractives et autres                                                | 25      | 58,1 %  | (14 %)      |
| Construction                                                                                              | 3       | 7 %     | (13,9 %)    |
| Commerce de gros et de détail, transports, hébergement et restauration                                    | 9       | 20,9 %  | (29,9 %)    |
| Information et communication                                                                              | 1       | 2,3 %   | (1,8 %)     |
| Activités spécialisées, scientifiques et techniques et activités de services administratifs et de soutien | 3       | 7 %     | (13,5 %)    |
| Autres activités de services                                                                              | 2       | 4,7 %   | (8,7 %)     |

Le secteur de l'industrie manufacturière, des industries extractives et autres est prépondérant sur la commune puisqu'il représente 58,1 % du nombre total d'établissements de la commune (25 sur les 43 entreprises implantées  à Gorses), contre 14 % au niveau départemental.

### Agriculture
La commune est dans le Segala », une petite région agricole occupant la frange est du département du Lot. En 2020, l'orientation technico-économique de l'agriculture  sur la commune est l'élevage bovin, orientation mixte lait et viande.
|               | 1988  | 2000  | 2010  | 2020  |
| ------------- | ----- | ----- | ----- | ----- |
| Exploitations | 67    | 52    | 35    | 31    |
| SAU (ha)      | 1 712 | 1 682 | 1 625 | 1 854 |

Le nombre d'exploitations agricoles en activité et ayant leur siège dans la commune est passé de 67 lors du recensement agricole de 1988  à 52 en 2000 puis à 35 en 2010 et enfin à 31 en 2020, soit une baisse de 54 % en 32 ans. Le même mouvement est observé à l'échelle du département qui a perdu pendant cette période 60 % de ses exploitations,. La surface agricole utilisée sur la commune est restée relativement stable, passant de 1712 ha en 1988 à 1854 ha en 2020. Parallèlement la surface agricole utilisée moyenne par exploitation a augmenté, passant de 26 à 60 ha.

## Culture locale et patrimoine

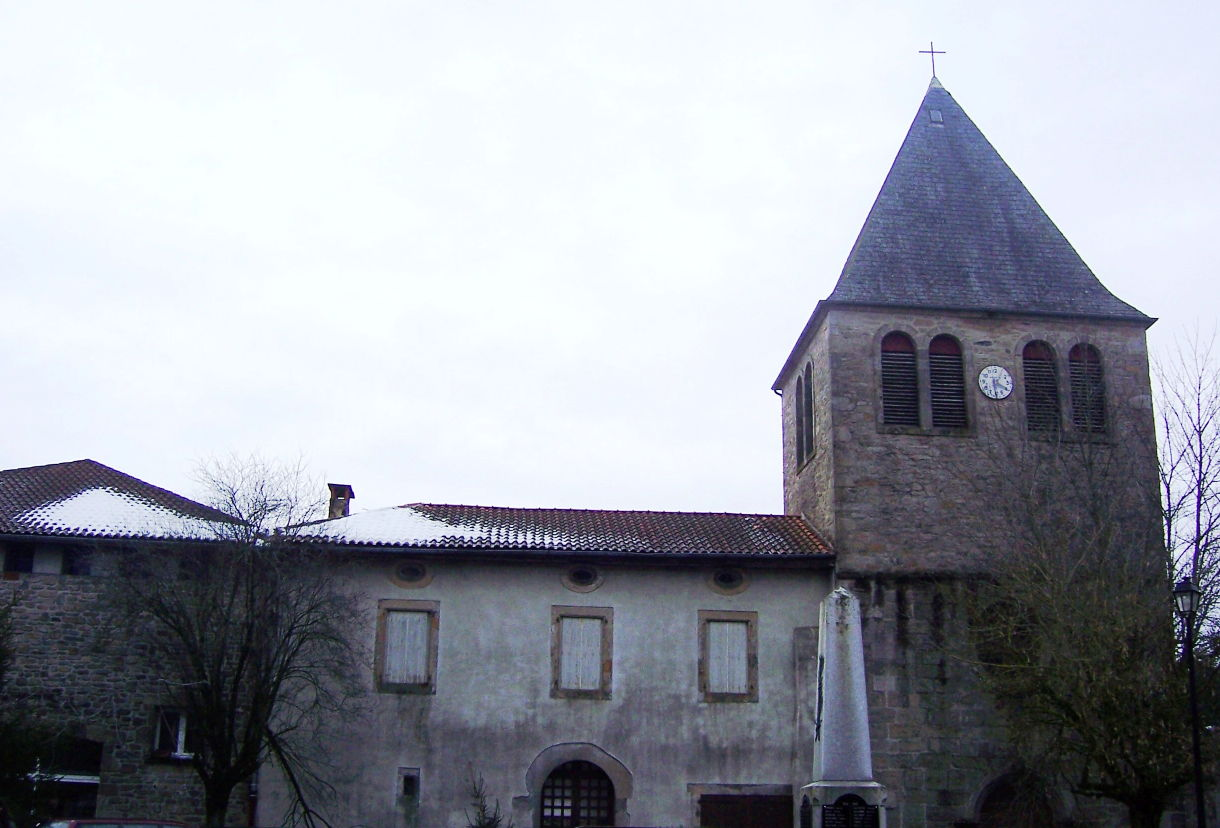
L'église Notre-Dame-de-l'Assomption.

### Lieux et monuments
- Église Notre-Dame-de-l'Assomption

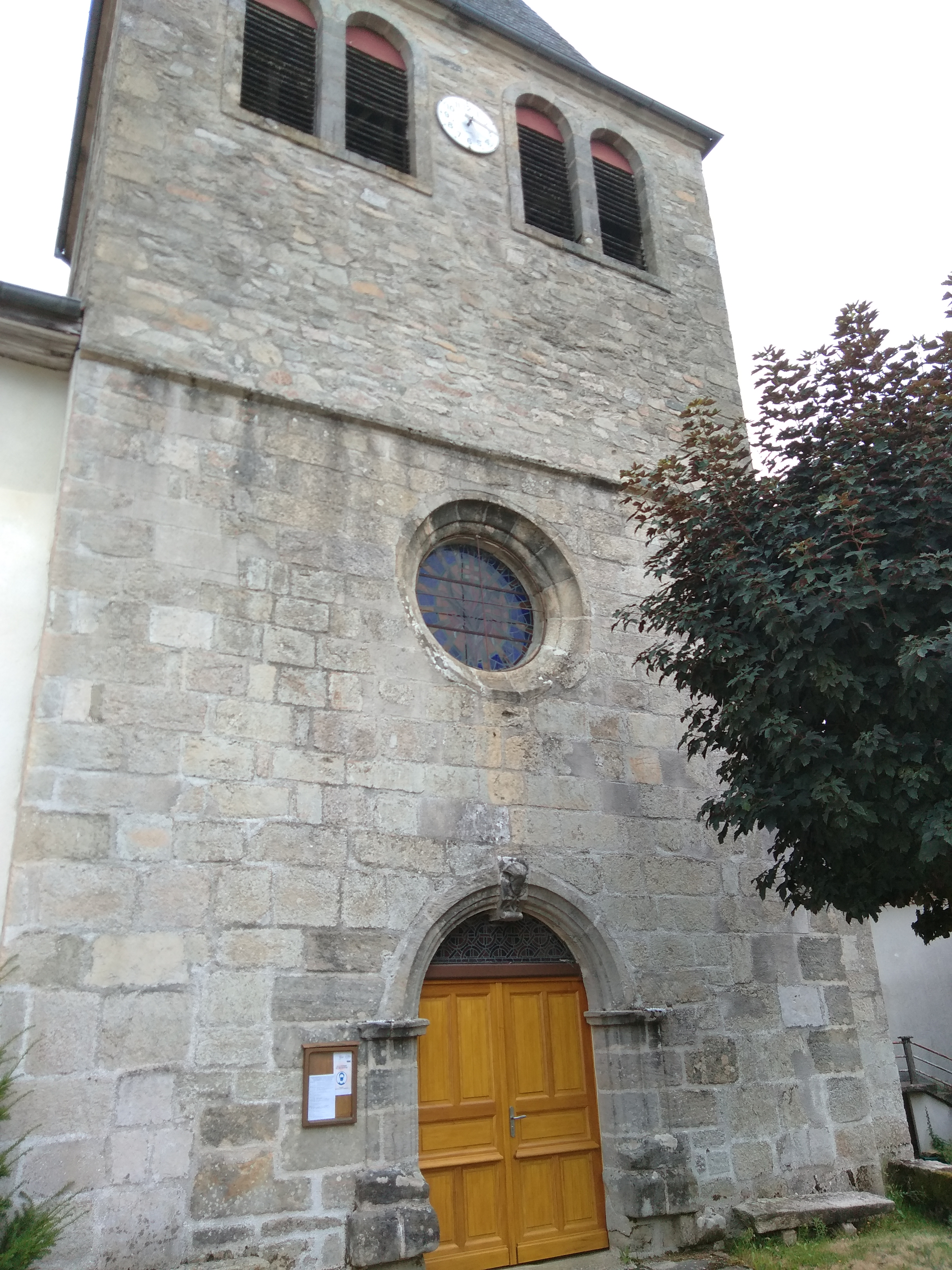

Édifice du XIIIe siècle, remanié à la fin du XIXe siècle, à nef unique. Il est remarquable par les vestiges de l'église romane d'origine et par son bénitier en serpentine rouge. Il abrite une Vierge à l'Enfant classée au titre objet en tant que monument historique du XIIIe siècle provenant de la chapelle de Notre-Dame de Verdale.

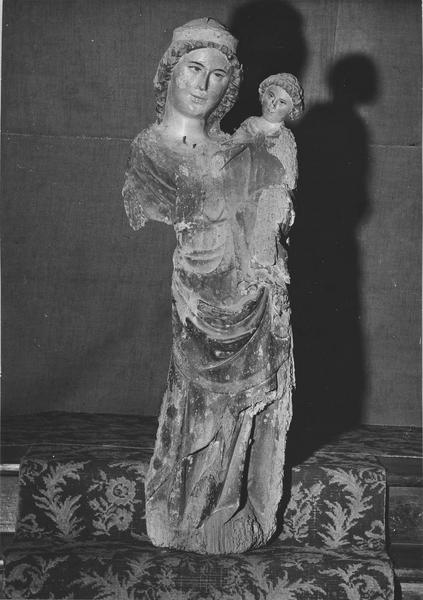

La voûte en pierre de la nef est sensiblement ogivale, tandis que certaines ouvertures affectent la forme romane. C'est ainsi que la porte, la plupart des fenêtres et les arceaux qui soutiennent l'entrée des deux chapelles, sont en plein cintre.
Le retable est du commencement du XVIIe siècle, on distingue en arrière-plan la coquille de Saint-Jacques. La chapelle de droite montre à la clef de voûte des armoiries inconnues. Derrière le tabernacle, on aperçoit un tableau. Le bénitier Louis XIV, en serpentine rouge, viendrait selon certaines hypothèses de la chapelle du château de Lantuejoul.
- Le lac du Tolerme.

### Personnalités liées à la commune
- Louis Puech (1896-1976), International de rugby (5 sélections)[44]. Petit - neveu de l'écrivain quercynois Ferdinand de Laroussilhe.
- Ferdinand de Laroussilhe (1852-1919), écrivain, républicain engagé, décédé à Gorses